# Сатурнин от Тулуза
Сатурнин от Тулуза (на латински: Saturninus; на френски: Sernin, † 250) е първият епископ на Тулуза и светец, честван на 29 ноември с тържествена вечерня (в католицизма - вечерна литургия).

## Житие
Той (проповядващ в Тулуза през 250 г.) е от седем епископи, които според Григорий Турски (538 – 594) по времето на император Деций Траян (упр. 249 – 251 г.), са изпратени на мисия в Галия от папа Фабиан. Той тръгва от Рим и в някаква част от пътя си е придружен от свой ученик на име Хонест, но после той умира и Сатурнин отива в града сам. Другите мисионери в групата са: Гациан от Тур, Трофим от Арл, Паул от Нарбона, Дионисий от Париж (Сен Дени), Стремоний от Оверн и Марциал от Лимож, които са първите епископи на диоцезите си.
От тях, като мъченици, загиват Дионисий Парижки (обезглавен) и самият Сатурнин, който първо е затворен, а после - заведен в Капитола/Капитолият (мястото, където са днешното кметство на Тулуза и Театърът на Капитолия - Le Théâtre du Capitole), където го връзват за бъде влачен до смърт за опашката на свиреп бик (или може би - на вол/скопена мъжка крава - предвид една от версиите на легендата, според която той е достигнал до мястото на съвременната гара Матабю/Матабио (Gare de Toulouse-Matabiau), в околностите на едноименния квартал (Matabiau) на града, чието име се превежда (от окситански диалект) като „Волска кланица“ и където изглежда през Средновековието са клали волове.
Погребан е в некропол извън града. Наследникът на Сатурнин на длъжността епископ на Тулуза, Хиларий (358 – 360), построява над мястото дървен ораториум (капела), който е сменен по-късно с църквата St-Saturnin-du-Taur (Свети Сатурнин Бичи), днес -  Notre-Dame-du-Taur (Света Богородица Бича) - предполагаемо се намират на мястото, където животното спряло да влачи трупа на Сатурнин. Реликвите са преместени през 400 г. в базиликата St-Sernin de Toulouse (Свети Сернин Тулузки), която построяват наследниците на Хиларий, Силвий (360 – 400) и Ексуперий (405 – 411).